# ドラキュラ (1992年の映画)
『ドラキュラ』（Bram Stoker's Dracula）は、1992年のアメリカ映画。ブラム・ストーカーの『吸血鬼ドラキュラ』を原作としている。
原作に忠実な映像化となってはいるが本筋は独自解釈で、ゲイリー・オールドマン演じるドラキュラ伯爵とウィノナ・ライダー演じるミナのロマンスを最大の中心とし、最後に安らぎを求めるドラキュラの首を切り落とすのはモリスやジョナサンではなくミナで、見上げた天井にはミナ(エリザベータ)とドラキュラの永遠の愛を示すような絵が描かれている。アンソニー・ホプキンスは司祭役とヴァン・ヘルシング役、ライダーはエリザベータ役とミナ役、とそれぞれ二役を演じている。
エンドクレジットのテーマ曲「Love Song for a Vampire」はアニー・レノックスが作詞・作曲・歌唱、この映画のためにレコーディングされ、ドラキュラの400年の彷徨の繊細な心情を歌詞にしている。コッポラによるゲイリー・オールドマンのそれまでのドラキュラ像にない奇怪な風貌はエリザベータ(ミナ)との純愛を昇華するためで、ドラキュラを討伐するという原作と同じ構造の中で、ミナとドラキュラの神に対する愛の勝利、人間の姿に戻ったところで幕が下りる。この曲はアニー・レノックスの曲の中でも国際的に大きな成功を収めた。
ドラキュラの外観のグロテスクと強烈なエロス、芸術的耽美を特徴としており、1993年の第65回アカデミー賞で、衣裳デザイン賞（石岡瑛子）、メイクアップ賞、 音響効果編集賞受賞、美術賞にノミネートされ、製作費4000万ドルに対し興行収入は全世界で2億1586万2666ドルを記録した 。

## ストーリー
1462年ルーマニア・トランシルヴァニア城の城主であるドラクルはトルコ軍との戦争に出征するが、そこで戦死したという虚偽の情報を真に受けた最愛の妻である妃エリザベータは、投身自殺する。帰ってきたドラクルは悲しみの最中、司祭から自殺した霊魂は神に救われないという言葉を聞かされる。絶望の末、ドラクルは神への復讐を誓い、血を糧に生き長らえる吸血鬼と化す。
1897年ロンドン。弁護士・ジョナサンはルーマニアのドラキュラ伯爵からの依頼を受けて彼の城に向かうが、そこで伯爵の正体を知ったため、城に囚われてしまう。一方、ロンドンへ渡ったドラキュラは亡き妻と瓜二つの女性・ミナと出会う。ジョナサンの婚約者であるミナは、ジョナサンとドラキュラの間で揺れ動くこととなる。
時を同じくして、ミナの親友であるルーシーは奇妙な夢遊病の発作に悩まされていた。徐々に心身ともに衰弱していくルーシーの様子を心配した婚約者であるアーサーは、友人のジャックとクィンシーからこのことを博学者のヴァン・ヘルシングに相談するよう、勧められる。ルーシーの屋敷を訪れ、彼女を診察したヘルシングは、その症状が吸血鬼に血を吸われたことによるものだと気付く。
それからしばらく経ち、ドラキュラ城から脱出したジョナサンはロンドンに戻るが、そこでドラキュラ伯爵もロンドンに渡って来ていたことを知る。その後、ヘルシングと出会ったジョナサンはドラキュラがミナを奪おうとしていることを知り、アーサーたちやヘルシングと共にドラキュラに戦いを挑むことを決意する。

## キャスト
| 役名                                              | 俳優                    | 日本語吹替 | 日本語吹替 | 日本語吹替   |
| 役名                                              | 俳優                    | 旧ソフト版 | 新ソフト版 | テレビ朝日版 |
| ------------------------------------------------- | ----------------------- | ---------- | ---------- | ------------ |
| ドラキュラ伯爵                                    | ゲイリー・オールドマン  | 津嘉山正種 | 大塚芳忠   | 磯部勉       |
| ミナ・マーレイ エリザベータ（二役）               | ウィノナ・ライダー      | 日野由利加 | 弓場沙織   | 松本梨香     |
| エイブラハム・ヴァン・ヘルシング教授 司祭（二役） | アンソニー・ホプキンス  | 坂口芳貞   | 池田勝     | 池田勝       |
| ジョナサン・ハーカー                              | キアヌ・リーブス        | 平田広明   | 平川大輔   | 宮本充       |
| Dr.ジャック・セワード                             | リチャード・E・グラント | 神谷和夫   | 桐本琢也   | 牛山茂       |
| アーサー・ホルムウッド卿                          | ケイリー・エルウィス    | 金尾哲夫   | 真殿光昭   | 野島昭生     |
| クインシー・P・モリス                             | ビリー・キャンベル      | 仲野裕     | 中多和宏   | 若本規夫     |
| ルーシー・ウェステンラ                            | サディ・フロスト        | 平野文     | 小島幸子   | 弘中くみ子   |
| R・M・レンフィールド                              | トム・ウェイツ          | 牛山茂     | 岩崎ひろし | 広瀬正志     |
| ドラキュラの花嫁                                  | モニカ・ベルッチ        |            |            |              |
| ドラキュラの花嫁                                  | ミカエラ・ベルク        |            |            |              |
| ドラキュラの花嫁                                  | フロリナ・ケンドリック  |            |            |              |
| Mr.ホーキンス （ジョナサンの上司）                | ジェイ・ロビンソン      | 山野史人   | 藤本譲     | 藤本譲       |

- 旧ソフト版：VHS・通常盤DVD収録
- 新ソフト版：15周年アニバーサリー・エディション版DVD・Blu-ray Disc収録
- テレビ朝日版：初回放送1995年10月15日『日曜洋画劇場』

## 日本語字幕
戸田奈津子

## 映像ソフト
ソニー・ピクチャーズ エンタテインメントよりBlu-ray DiscとDVD、UHDが発売。　
- DVD
  - 通常版　品番：OPL-14590　発売日：2009年11月4日[2]
  - デラックス・コレクターズ・エディション(2枚組)　品番：SDL-14590　発売日：2007年9月26日[2]
- Blu-ray
  - 品番：BLU-14590　発売日：2010年5月26日[2]
  - スペシャル・エディション　品番：BRL-14590　発売日：2015年10月23日[2]
  - ドラキュラ／アンダーワールド ビギンズ　品番：BPBH-919　発売日：2015年2月25日[2]
- Ultra HD Blu-ray
  - 4K ULTRA HD&ブルーレイセット　品番：UHB-14590　発売日：2017年10月4日[2]

## 仕様
- Ultra HD Blu-ray:カラー、ビスタサイズ、DOLBY ATMOS(英語)/DOLBY AUDIO(5.1 日本語)[2]